# Zbigniew Kiwert
Zbigniew Kiwert (geboren im Juni 1939 in Vilnius) ist ein ehemaliger litauischer Skifahrer und Rallyefahrer. Er ist einer der erfolgreichsten Skispringer, Kombinierer und Autorennfahrer seines Landes. So war er unter anderem zehnmaliger Medaillengewinner bei litauischen Wintermeisterschaften und litauischer Rallye-Meister (damals Litauische SSR). Er gewann auch zwei Medaillen bei der UdSSR-Meisterschaft im Rallyesport. Er ist Rekordhalter seines Landes im Skispringen. Auch sein Bruder Kazimierz nahm erfolgreich an lokalen Wettbewerben teil.

## Werdegang
Kiwert wurde weniger als drei Monate vor dem Zweiten Weltkrieg in Vilnius als Sohn von Bolesław Kiwert geboren und stammte aus einer polnischen Familie, die seit Generationen dort lebte. Er verbrachte seine gesamte Kindheit in Vilnius Antokol. Er besuchte die nahe gelegene Vilnius Secondary School Nr. 5.
Sein Interesse am Skifahren wurde durch seinen Vater geweckt, der ihm seine ersten Ski (aus polnischer Vorkriegsproduktion) schenkte, die für den jungen Zbigniew allerdings zu lang waren. Auf ihnen lernte er das Skifahren und Skispringen, da die Länge der Ski dafür besser passte. Wenig später, als Junior, ging er zum örtlichen „Spartak“ unter der Obhut von Maryna Izotowa. Die Mitglieder des Vereins hatten das ganze Jahr über die Möglichkeit zu trainieren, denn nach Ende der Wintersaison konnten sie auch im Motorradfahren trainieren. Trainiert von Izotowa wurde er 1954 Juniormeister der Litauischen SSR im Skispringen und im 4 × 5-km-Staffellauf. Später gewann er den ersten Seniorentitel des litauischen SSR-Meisters im Motorradrennsport (er fuhr ein selbstgebautes Motorrad, nur zwei Wochen nach Erhalt des Führerscheins).
1958 gewann er Bronze bei der litauischen SSR-Meisterschaft im Skispringen. Dann ging er für drei Jahre zur Armee, wo seine Leidenschaft für den Sport auffiel und er die Möglichkeit bekam, auf größeren Schanzen als in Litauen zu springen. In dieser Zeit stellte er seine persönliche und die litauische Bestleistung auf, die 1960 im heutigen Nischni Nowgorod bei 86 Metern lag. Bis einschließlich 1970 gewann er vier weitere Gold- und fünf Silbermedaillen der Litauischen SSR plus einige Medaillen in der nordischen Kombination.
Nachdem er seine Karriere im Wintersport beendet hatte, wurde er 1974 Mechaniker des litauischen Rallye-Teams. Die Fahrer, für die er Autos vorbereitete, gewannen insgesamt etwa 20 UdSSR-Meisterschaften (darunter Stasys Brundza, Eugenijus Tamulevičius und Vytas Taraila). Dank ihrer Erfolge war Kiwert einige Zeit lang Mechaniker der Mannschaft der gesamten Sowjetunion (er reiste mit ihnen unter anderem nach Griechenland, Finnland und Frankreich). Kiwert nahm auch selbst an Rennen teil und gewann zwei Bronzemedaillen bei den UdSSR-Meisterschaften.
2003 eröffnete er das Labor „Kiwert-Sport“, das sich auf die Anpassung von Pkw-Motoren an Rallye-Anforderungen spezialisiert hat. Es liegt im litauischen Landwarów.
Er ist der Rekordhalter der Schanze in Ignalina mit einem Konstruktionspunkt von 50 Metern (er sprang dort einmal 56 Meter).